# Vögisheim

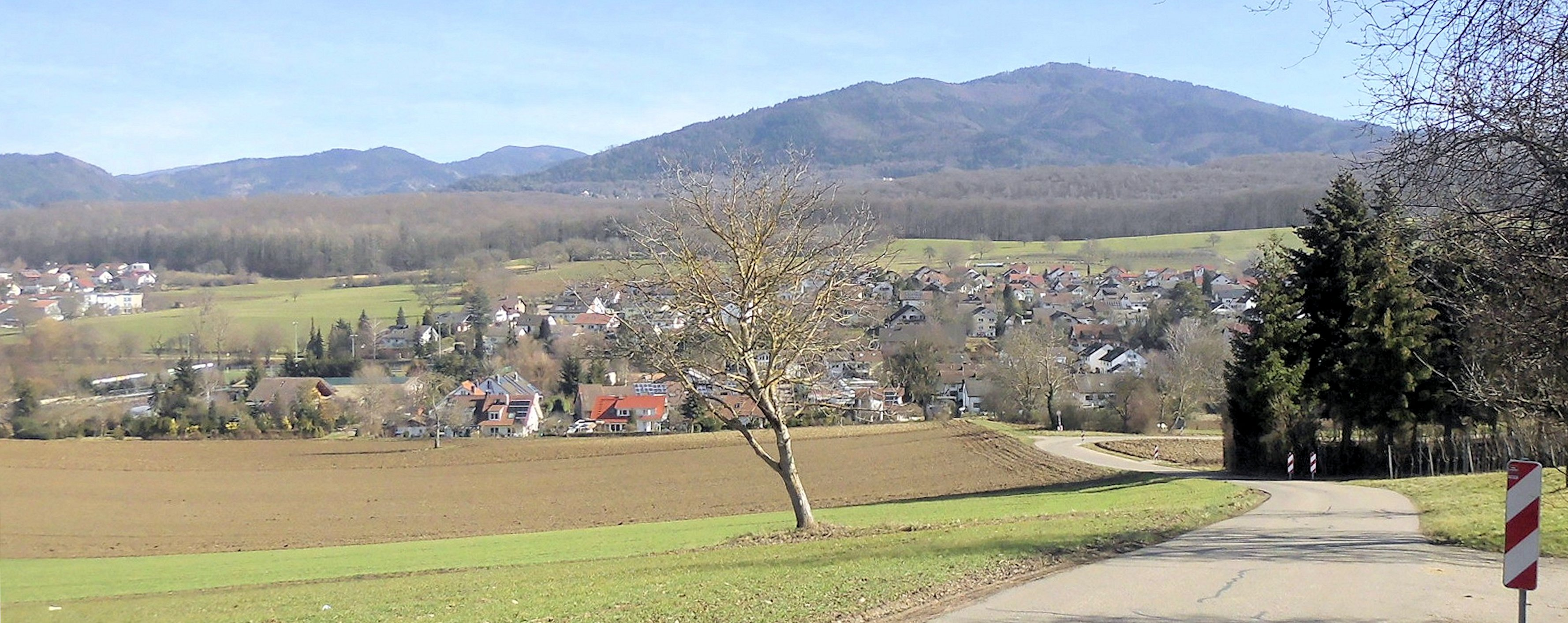
Blick von Westen auf Vögisheim

Vögisheim (alemannisch: Fehgisse oder Fehgesse) ist ein Dorf mit 1020 Einwohnern (Stand 2010) im Landkreis Breisgau-Hochschwarzwald in Baden-Württemberg. Die ehemals selbständige Gemeinde Vögisheim gehört seit 1973 als Ortsteil zur Stadt Müllheim im Markgräflerland.

## Geografie
Vögisheim liegt im Breisgau und im Markgräflerland, etwa 27 Kilometer südwestlich von Freiburg. In einer Talmulde der hügeligen Vorbergzone des Schwarzwaldes auf 275 m über dem Meer gelegen, steigt das Gelände unmittelbar südöstlich des Dorfes um 250 Höhenmeter zu den Ausläufern des 1165 m hohen Hochblauens an. Die nach Südosten und Osten geneigten Hänge sind großflächig von Weinreben bestanden. Die Hänge sind Teil einer in Nord-Süd-Richtung verlaufenden schmalen Hügelkette, die Vögisheim von der flachen Rheinebene trennt und im Luginsland mit 341 m ihren höchsten Punkt erreicht. Vögisheim war früher vom Rheintalbach (für den es mehrere Namen gab) geteilt. Innerhalb des Dorfes vereinigt er sich mit dem Zizinger Mattbach, ab dort heißt er Neumattbach. Die Nordostseite des Bachufers gehörte zur Herrschaft Badenweiler, die südwestliche (mit der Gemarkung Zizingen) zur Herrschaft Sausenberg – Rötteln. Der Bach ist heute fast komplett verdolt; er ist nur noch in der Neumatt und hinter dem Feuerwehrhaus sichtbar. Er mündet wenige hundert Meter nördlich von Vögisheim in den Klemmbach.

## Geschichte
Vögisheim wurde erstmals im Jahr 1395 in einer Urkunde genannt, es wird aber eine wesentlich frühere Besiedlung in keltischer Zeit angenommen.

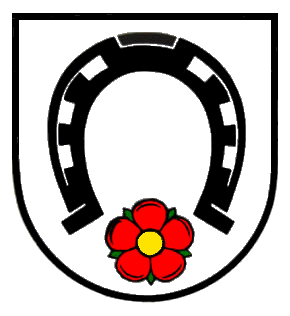
Vögisheimer Wappen

## Wappen
Blasonierung: „In Silber ein schwarzes Hufeisen über einer sechsblättrigen, golden besamten roten Rose mit grünen Kelchblättern.“

## Kultur und Sehenswürdigkeiten
Vögisheim liegt im Zentrum des Markgräfler Weinanbaugebietes. Nordwestlich nahe am Dorf vorbei führt ein Abschnitt des Markgräfler Wiiweglis.
Die evangelische Friedenskirche am südwestlichen Dorfrand wurde 1955 eingeweiht. Die ehemalige St. Margarethenkapelle im Norden des Dorfes wurde Mitte des 18. Jahrhunderts wegen Baufälligkeit abgebrochen.

Evangelische Friedenskirche
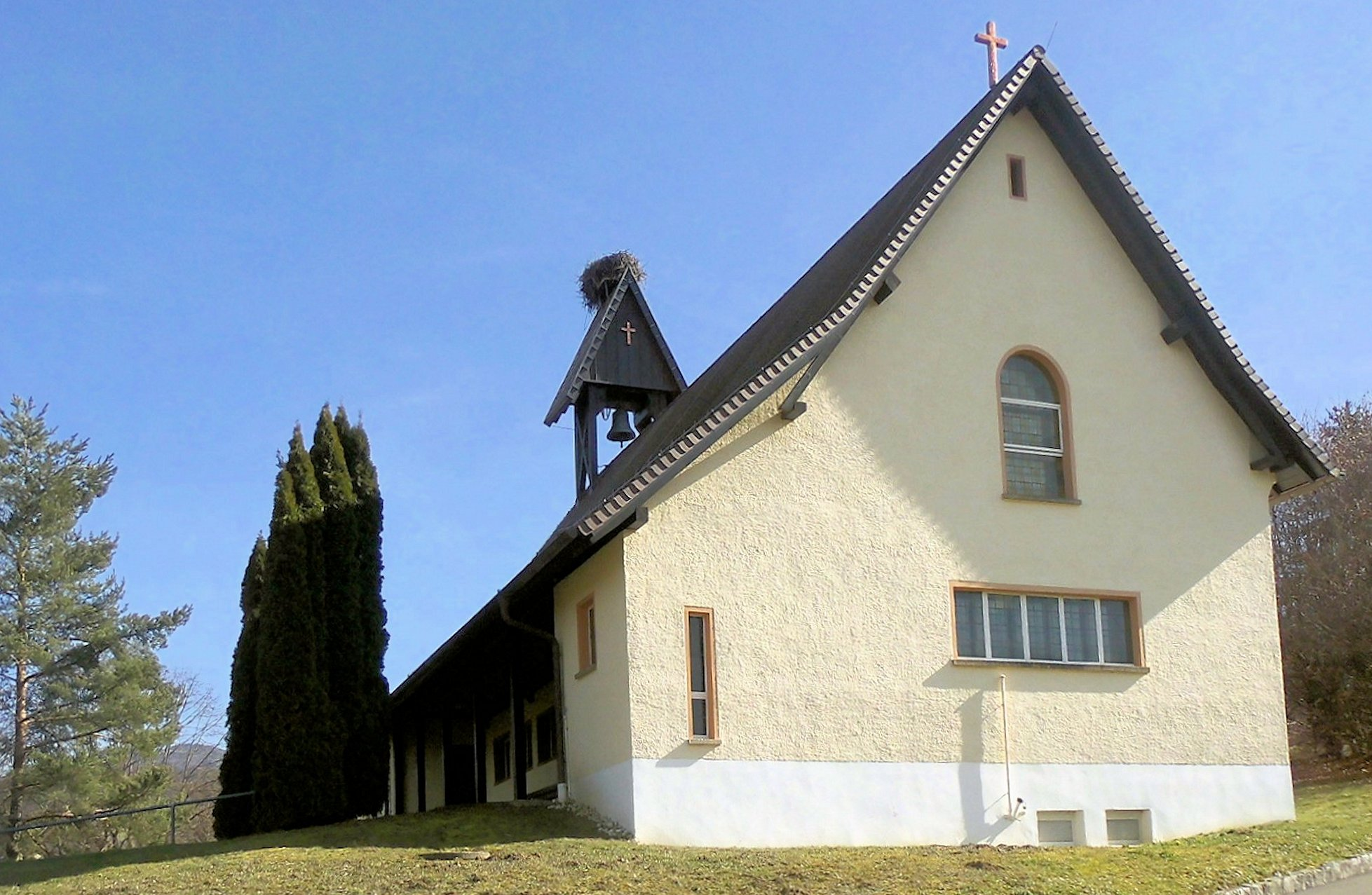
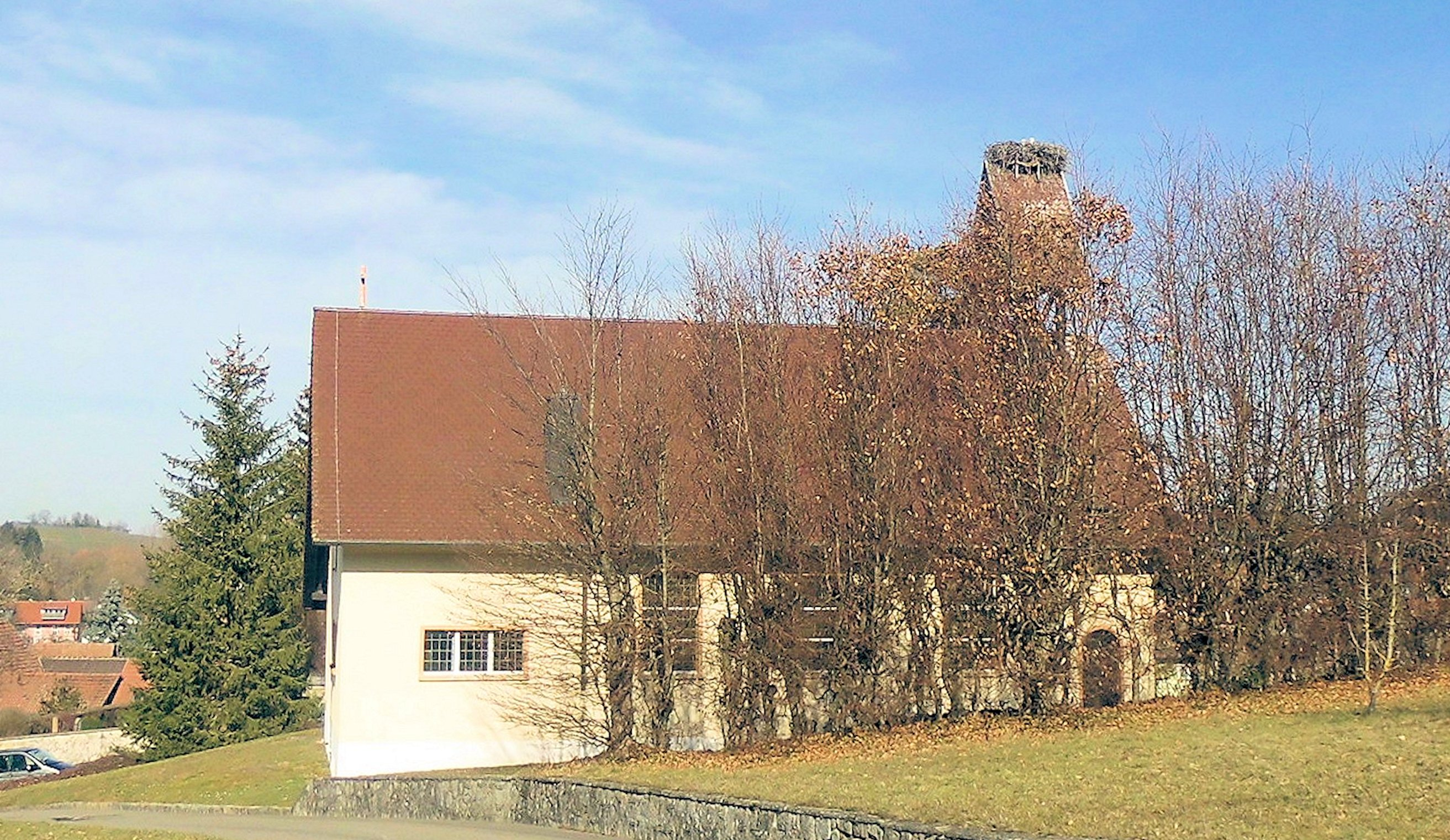

Zum Brauchtum in Vögisheim gehören das Fasnetsfeuer mit dem Scheibenschlagen auf dem Rebberg am Sonntag nach Fastnacht und der Hisgir am dritten Sonntag vor Ostern. Der Hisgir ist ein in Strohzöpfen eingehüllter Junge, der mit einer Schar Gleichaltriger durch den Ort zieht, um den Winter zu vertreiben. Eine andere typische Brauchtumsfigur ist die Ufertbrut: an Himmelfahrt ziehen zwei verschleierte blumenbekränzte Mädchen mit weiteren Mädchen singend und Eier, Mehl, Zucker und Butter sammelnd von Haus zu Haus. Die eingesammelten Zutaten werden danach in Fett zu kleinen Kuchen gebacken und von den Kindern gegessen. Am Pfingstmontag werden die fünf Brunnen in der Brunnenstraße von den Bewohnern mit Blumen geschmückt.

## Wirtschaft und Infrastruktur
Weinanbau und Tourismus sind heute die wichtigsten Wirtschaftszweige in Vögisheim. Zu den bekanntesten Weinlagen gehören die Gewanne Grabenstück, Holden, Krottenstollen, Neuenberg und Sonnholen. Weiterverarbeitet werden die Trauben in Eigenregie, in den Kellereien von Müllheim oder den Winzergenossenschaften in Hügelheim und Auggen. im Dorf gibt es neben einer Pizzabäckerei und kleineren Fremdenverkehrsbetrieben nur wenige Arbeitsplätze. Vögisheim ist Wohnort zahlreicher Berufspendler in die umliegenden Städte und Gemeinden.
Das Dorf Vögisheim ist durch Straßen mit den umliegenden Orten verbunden: nach Norden führt als Hauptzugang die K 4984 nach Müllheim, nach Süden über Feldberg nach Obereggenen und über Mauchen nach Schliengen, nach Osten führt eine schmale Straße über Hach nach Auggen. Der Öffentliche Nahverkehr wird durch Busse der SWEG gewährleistet.
Die nächsten Bahnhöfe befinden sich in Müllheim und Auggen an der Bahnstrecke Mannheim–Basel. Im neun Kilometer entfernten Neuenburg am Rhein besteht ein Anschluss an die Bundesautobahn 5.

## Persönlichkeiten
- Ernst Krieck (* 6. Juni 1882 in Vögisheim; † 19. März 1947 in Moosburg an der Isar), deutscher Lehrer, Schriftsteller, Professor und nationalsozialistischer Erziehungswissenschaftler

## Belege
1. ↑  Zahlen auf markgraefler.de. Abgerufen am 1. August 2021.
2. ↑  Vögisheim auf alemannische-seiten.de